# Laibin

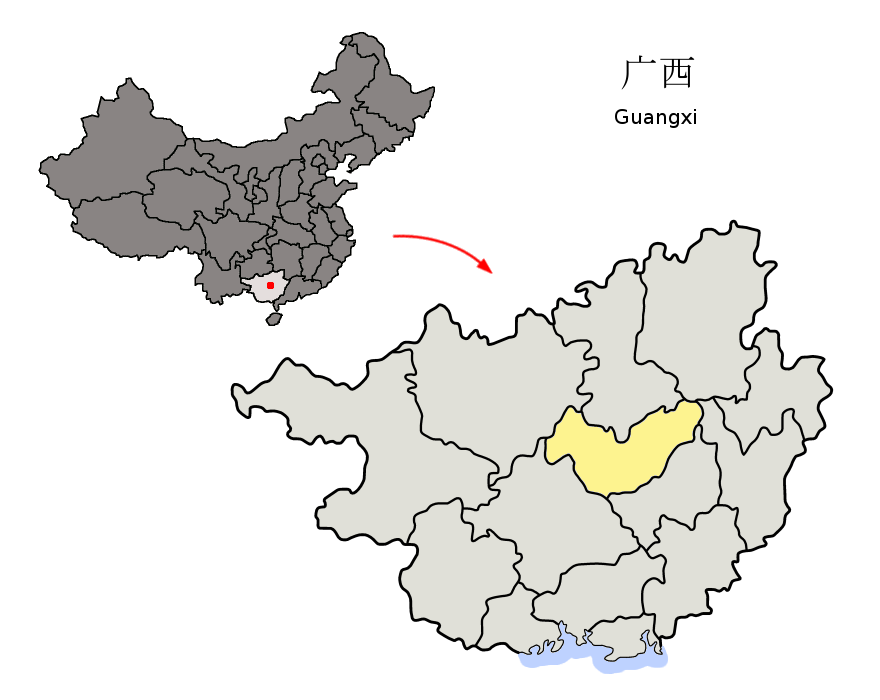
Lage von Laibin (gelb) in Guangxi

Laibin (chinesisch 来宾市, Pinyin Láibīn Shì; Zhuang Laizbinh Si) ist eine Stadt im Zentrum des Autonomen Gebiets Guangxi der Zhuang-Nationalität in der Volksrepublik China. Die Fläche beträgt 13.375 Quadratkilometer und die Einwohnerzahl 2.074.611 (Stand: Zensus 2020).

## Administrative Gliederung
Die bezirksfreie Stadt Laibin setzt sich auf Kreisebene aus einem Stadtbezirk, einer kreisfreien Stadt, drei Kreisen und einem autonomen Kreis zusammen. Diese sind:
- Stadtbezirk Xingbin – 兴宾区 Xīngbīn Qū;
- Stadt Heshan – 合山市 Héshān Shì;
- Kreis Xiangzhou – 象州县 Xiàngzhōu Xiàn;
- Kreis Wuxuan – 武宣县 Wǔxuān Xiàn;
- Kreis Xincheng – 忻城县 Xīnchéng Xiàn;
- Autonomer Kreis Jinxiu der Yao – 金秀瑶族自治县 Jīnxiù Yáozú Zìzhìxiàn.